# Анссі Сугонен
Анссі Тапіо Сугонен (фін. Anssi Tapio Suhonen, нар. 14 січня 2001, Ярвенпяа, Фінляндія) — фінський футболіст, півзахисник німецького «Гамбурга» та національної збірної Фінляндії.

## Ігрова кар'єра

### Клубна
Анссі Сугонен почав займатися футболом у Фінляндії. Та вже у 2017 році він перебрався до Німеччини, де приєднався до молодіжної команди клубу «Гамбург». У серпні 2021 року у матчі на Кубок країни відбувся дебют сугонена на професійному рівні. У чемпіонаті країни футболіст зіграв першу гру у квітні 2022 року проти «Ян Регенсбург».

### Збірна
У 2018 році футболіст взяв участь у домашньому чемпіонаті Європи (U-19), де зіграв у двох поєдинках.
З 2021 по 2022 роки Анссі Сугонен виступав у складі молодіжної збірної Фінляндії.
17 листопада 2022 року у товариському матчі проти команди Північної Македонії Сугонен дебютував у національній збірній Фінляндії.